# تپه سراب گرگین
تپه سراب گرگین مربوط به هزاره اول و دوره ساسانیان است و در شهرستان بیجار، بخش کرانی، روستای گرگین واقع شده و این اثر در تاریخ ۱۸ مهر ۱۳۵۶ با شمارهٔ ثبت ۱۴۷۸ به‌عنوان یکی از آثار ملی ایران به ثبت رسیده است.